# Ana Veloso
Ana Veloso (* 1964 in Koblenz) ist eine deutsche Autorin und Journalistin.
Veloso studierte Romanistik in Rio de Janeiro und lebte im Anschluss daran mehrere Jahre in Brasilien, wo sie während ihrer Recherchen zu ihrem ersten Roman auch eine längere Zeit auf einer Kaffeeplantage verbrachte.
Auf der Basis dieser Erfahrungen entstand 2005 ihr Erstlingsroman, die Familiensaga Der Duft der Kaffeeblüte. Das Buch entwickelte sich zu einem internationalen Bestseller und wurde inzwischen in mehrere Sprachen übersetzt. Veloso gehörte mit diesem Buch zu den offiziellen Kandidatinnen für den LiBeraturpreis 2007.
Derzeit lebt und arbeitet sie in Hamburg.

## Werke
- Der Duft der Kaffeeblüte. Der Kampf um den Mann ihrer Träume. Vollst. Taschenbuch-Neuausg. Knaur-Taschenbuch-Verlag, München 2007, ISBN 978-3-426-63509-4.
- Der Duft der Kaffeeblüte. Die Glut einer verbotenen Liebe. Weltbild Verlag, Augsburg 2007, ISBN 978-3-8289-8739-5.
- Lebwohl, Lisboa. Exklusive Buchgemeinschaftsausg., dt. Erstveröffentl., RM Buch und Medien, Rheda-Wiedenbrück 2007 (= Club-Premiere).
- So weit der Wind uns trägt. Knaur, München 2008, ISBN 978-3-426-66283-0.
- Das Mädchen am Rio Paraíso. Knaur, München 2008, ISBN 978-3-426-66340-0.
- Der indigoblaue Schleier. Droemer Knaur, 2011, ISBN 978-3-426-66333-2.
- Das Lied des Kolibris. Droemer Knaur, 2011, ISBN 978-3-426-66334-9.
- Unter den Sternen von Rio. Droemer Knaur, 2012, ISBN 978-3-86800-930-9.
- Januarfluss. cbj, 2013, ISBN 978-3570157114.